# 豊川市立千両小学校
豊川市立千両小学校（とよかわしりつ ちぎりしょうがっこう）は、愛知県豊川市千両町にある公立小学校。

## 校区
- 校区は千両町（一部）、南千両1・2丁目であり、公立中学校に進む場合は豊川市立中部中学校に進学する[2]。

## 沿革
千両小学校の開校日は1881年（明治14年）4月12日である。ここではそれ以前についても記述する。
- 1873年（明治6年） - 宝飯郡市田村に第2大学区第10番中学区第44番小学穂原学校が開校する。松永寺[注釈 1]を仮校舎とする。
- 1875年（明治8年） - 善秀寺[注釈 2]に穂原学校出張所を設置する。
- 1881年（明治14年） - 現在の豊川市千両町小路に校舎を新築する。千両尋常小学校となる。
- 1889年（明治22年）10月1日 - 野口村、市田村、千両村が合併し、穂原村が発足。
- 1902年（明治35年） - 校舎を増築する。
- 1904年（明治37年） - 高等科を設置し、千両尋常高等小学校に改称する。
- 1906年（明治39年）6月25日 - 穂原村と平幡村と合併し、八幡村が発足。
- 1907年（明治40年）3月 - 八幡村立八幡東部尋常高等小学校に改称する。
- 1910年（明治43年） - 校舎を増築する。
- 1913年（大正2年） - 校舎を新築する。
- 1918年（大正7年） - 実業補習学校を併設する。
- 1925年（大正14年） - 講堂が完成する。
- 1941年（昭和16年）4月1日 - 宝飯郡八幡村東部国民学校に改称する。
- 1943年（昭和18年）6月1日 - 豊川町、牛久保町、八幡村、国府町が合併し、豊川市となる。同時に豊川市千両国民学校に改称する。
- 1947年（昭和22年）4月1日 - 豊川市立千両小学校に改称する。
- 1949年（昭和24年） - 宿直室兼給食室が完成する。
- 1950年（昭和25年）4月 - 中部中学校校区から東部中学校校区に変更される。
- 1956年（昭和31年） - 校舎を新築する。旧校舎（1910年建築）を取り壊す。
- 1978年（昭和53年） - 現在地に校舎が完成し、移転する。東部中学校校区から中部中学校校区に変更される。
- 1981年（昭和56年） - 開校百年式典が開かれる。

## 交通アクセス
- 豊川市コミュニティバス千両三上線「下千両」バス停より徒歩約7分。
- JR東海飯田線三河一宮駅下車、徒歩約70分。

## 周辺施設
- 豊川市立三蔵子小学校
- 陸上自衛隊千両演習場
- 陸上自衛隊日吉原演習場
- 東名高速道路赤塚パーキングエリア